# Diocesi di Budua
La diocesi di Budua (in latino Dioecesis Buduanensis) è una sede soppressa e sede titolare della Chiesa cattolica.

## Territorio
Sede vescovile era la città di Budua, sulla costa adriatica, dove fungeva da cattedrale la chiesa di San Giovanni Battista.

## Storia
La diocesi di Budua ha origini incerte.
Nel 1034 entrò a far parte della provincia ecclesiastica dell'arcidiocesi di Antivari. Nel 1078 passò ad essere suffraganea dell'arcidiocesi di Ragusa (oggi diocesi), ma nel 1174 tornò alla provincia ecclesiastica di Antivari.
Il 27 febbraio 1532 fu unita alla diocesi di Dulcigno e l'unione fu attuata il 21 giugno 1536 dopo la morte dell'ultimo vescovo di Dulcigno. L'ultimo vescovo residente di Budua fu Antonio Ciurlit, nominato il 4 febbraio 1558.
Dopo un lungo periodo di sede vacante, a partire dal terzo decennio del XVII secolo la diocesi non ebbe più vescovi propri e fu affidata a vicari apostolici o ad amministratori apostolici, generalmente vescovi di diocesi vicine e prevalentemente arcivescovi di Antivari.
Di fatto la diocesi scomparve e il territorio diocesano fu considerato alla stregua di terra di missione. Quando, nella prima metà dell'Ottocento, la Santa Sede provvide al riordino delle diocesi dalmate, quella di Budua non fu nemmeno presa in considerazione. Nella bolla Locum beati Petri del 30 giugno 1828, papa Leone XII separò la paroecia Buduae dalla sede di Antivari e la integrò nel territorio della diocesi di Cattaro.
Dal 1933 Budua è annoverata tra le sedi vescovili titolari della Chiesa cattolica; dal 28 ottobre 2016 il vescovo titolare è Socrates Calamba Mesiona, M.S.P., vicario apostolico di Puerto Princesa.

## Cronotassi

### Vescovi residenti
- Anonimo † (menzionato nel 1250)
- Incelerio Prodić, O.E.S.A. † (prima del 1273 - dopo il 1299)
- Giovanni † (prima del 1330 - dopo il 1331)
- Pietro † (menzionato nel 1343)
- Enrico † (prima del 1344 - dopo il 1346)
- Giovanni Luciani, O.F.M. † (1360 - ?)
- Guglielmo, O.P. † (1379 - ?)
- Alberto † (prima del 1381 - dopo il 1384 deceduto)
- Giovanni Egret, O.F.M. † (26 febbraio 1386 - ?)
- Otto Roder, O.P. † (23 dicembre 1401 - ?)
- Giovanni, O.P. † (23 marzo 1433 - ?)
- Johann Schedemecker, O.E.S.A. † (27 giugno 1438 - 14 marzo 1452 deceduto)
- Giovanni Rubini, O.E.S.A. † (21 novembre 1446 - 20 settembre 1447 nominato vescovo di Stagno e Curzola)
  - Hilger de Burgis, O.Carm. † (1446 - 1º novembre 1452 deceduto) (antivescovo)
- Giovanni de Breberio, O.F.M. † (16 ottobre 1447 - ?)
- Joannes de Wernigerode, O.P. † (7 aprile 1484 - ?)
- Simone Boschetti † (5 maggio 1518 - ?)
- Gonzalo Carvajal † (20 maggio 1524 - ?)
- Giacomo de Medro, O.F.M. † (3 ottobre 1530 - dopo il 1536)
- Leonardo Lave (o Lana) † (5 maggio 1546 - ?)
- Antonio Ciurlit † (4 febbraio 1558 - ?)
  - Sede vacante

### Vicari e amministratori apostolici
- Marino Bizzi † (4 febbraio 1608 - 16 settembre 1624 dimesso)
- Francesco Cruta † (7 gennaio 1634 - ?)
- Giovanni Bactuta † (5 luglio 1646 - ?)
- Giovanni Markević † (15 ottobre 1648 - ?)
- Andrea Zmajević † (23 dicembre 1670 - 7 settembre 1694 deceduto)
  - Daniele Duranti, O.F.M. † (29 marzo 1696 - 1696) (amministratore apostolico eletto)
- Marino Drago † (7 luglio 1696 - ?)
- Vićenco Zmajević † (24 dicembre 1701 - 27 maggio 1713 nominato arcivescovo di Zara)
- Matija Štukanović † (17 giugno 1713 - ?)
- Vićenco Zmajević † (12 agosto 1713 - ?) (per la seconda volta)
- Bernardo Domenico Leoni † (13 luglio 1714 - ?)
- Lazzaro Uladagni † (7 settembre 1750 - 4 febbraio 1786 deceduto)
- Giorgio Giunchi † (1º settembre 1786 - 26 gennaio 1787 deceduto)
- Giorgio Angelo Radovani † (27 aprile 1787 - 15 novembre 1790 deceduto)
- Francesco Borzi † (27 settembre 1791 - 1822 deceduto)
- Vincenzo Battucci † (13 gennaio 1824 - 1828)

### Vescovi titolari
- Victorino Cristobal Ligot † (12 febbraio 1969 - 6 febbraio 1970 nominato vescovo di San Fernando de La Union)
- Louis-Bertrand Tirilly, SS.CC. † (17 marzo 1970 - 27 settembre 1976 dimesso)
- António José Rafael † (2 dicembre 1976 - 26 febbraio 1979 nominato vescovo di Braganza e Miranda)
- Ruben Tolentino Profugo † (27 agosto 1979 - 15 maggio 1982 nominato vescovo di Lucena)
- Eustaquio Pastor Cuquejo Verga, C.SS.R. † (27 giugno 1982 - 19 aprile 1990 nominato prelato dell'Alto Paraná)
- Fabio de Jesús Morales Grisales, C.SS.R. † (15 aprile 1991 - 29 ottobre 1999 nominato vescovo di Mocoa-Sibundoy)
- Jorge García Isaza, C.M. † (17 febbraio 2000 - 16 agosto 2016 deceduto)
- Socrates Calamba Mesiona, M.S.P., dal 28 ottobre 2016